# Polestar
Polestar es un fabricante de coches eléctricos premium y de alto rendimiento del Grupo Volvo, subsidiaria de Geely y con sede en Gotemburgo, Suecia, que cotiza en la bolsa Nasdaq de Nueva York. Además de por su deportividad, sus coches se caracterizan por su diseño innovador y por el uso de materiales altamente sostenibles. Su principal berlina es el Polestar 2. 
Tras la retirada del mercado del coupé Polestar 1, actualmente -afirmación añadida en agosto de 2022- la compañía comercializa el Polestar 2, y desde octubre del 2022, comercializa el Polestar 3.
El Polestar 2 es la berlina actualmente comercializada por la marca, con más de 55.000 unidades vendidas. Su versión de doble motor eléctrico con la configuración deportiva dispone de una batería de 78 kWh y una autonomía de 482 Km. Con una potencia de 476 CV (350 kW), acelera de 0 a 100 km/h en 4.4 segundos.
Inicialmente el Polestar 2 solo se vendía en Alemania, Bélgica, Países Bajos, Noruega, Reino Unido, Suecia, Suiza, Estados Unidos, Canadá y China. En 2021 comenzó la comercialización en Austria, Dinamarca, Finlandia, Islandia, Luxemburgo, Australia, Nueva Zelanda y Singapur; expandiéndose a España y otros mercados en 2022.
Hasta 2015, Polestar Performance (Rendimiento) era una división  de Polestar, junto con el equipo de carreras  Polestar Racing Team.
Volvo anunció en julio de 2015 que había adquirido Polestar Racing. El equipo de automovilismo quedó bajo la dirección de Cristiano Dahl, cambiando el nombre de Polestar Racing al de Cyan Racing. Se mantiene una cooperación cercana de Polestar con Cyan, deviniendo socio de oficial de Polestar.
En junio de 2017, Volvo anunció que Polestar empezaría a producir coches eléctricos de rendimiento de alto acabado, bajo su marca y placa propias, para competir con marcas como Tesla Motors.

## Visión general histórica
- 2015: Polestar Performance y la marca Polestar son adquiridas por Volvo. Polestar Racing continúa siendo de  Cristiano Dahl y se renombra a Cyan Racing
- 2017: Volvo anuncia que Polestar desarrollará coches eléctricos de alto rendimiento, bajo la marca Polestar. Polestar será un fabricante automovilístico independiente. El logotipo de la compañía cambia ligeramente: la cruz con un pequeño redondel en el medio, se reemplaza por dos flechas. En octubre, Polestar introduce su primer modelo propio: el Polestar 1.
- 2019: Polestar descubre su primer coche de  producción en masa, el Polestar 2.

## Productos

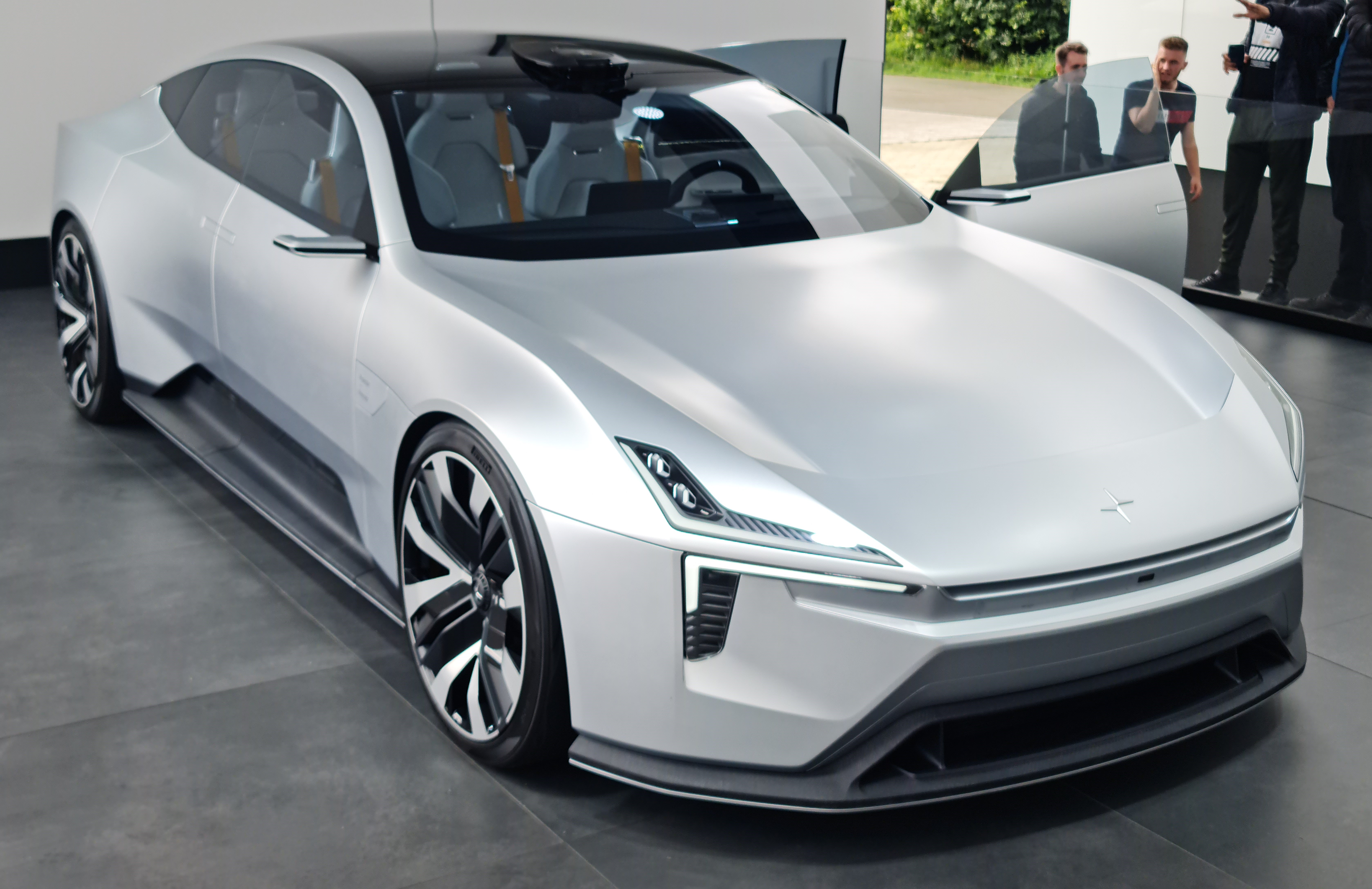
Prototipo Polestar Precept.

### Coches

#### Coches de producción
Polestar También ofrece sus modelos propios bajo la marca  Polestar. El primer coche marca Polestar fue introducido el 17 de octubre de 2017: Polestar 1, un lujoso cupé 2+2 inspirado en el Volvo  Concepto Coupé introducido en 2013, que incluye influencias del legendario Volvo P1800. El tren de potencia  es híbrido enchufable, con una producción de potencia combinada de 450 kW y 1,000 N⋅m de torque, vectorizado por dos motores traseros de  80 kW. El coche tiene una batería de 34 kWh y una autonomía de 150 km en modo eléctrico puro. El Polestar 1 será construido en un nuevo Centro de Producción en Chengdu, a partir de 2019, aun ritmo de 500 unidades por año, y una aplicación principal más de suscripción que de venta.
Polestar anunció que  el Polestar 2 estará disponible en 2019, un vehículo eléctrico de batería (BEV), de tamaño medio. Se desveló el 27 de febrero de 2019 en la Muestra del Motor de Ginebra. 
La fase inicial del despliegue de productos Polestar se completará con de un eléctrico de batería tipo SUV,  el Polestar 3.